# Atlanticus davisi
Atlanticus davisi är en insektsart som beskrevs av Rehn, J.A.G. och Morgan Hebard 1916. Atlanticus davisi ingår i släktet Atlanticus och familjen vårtbitare. Inga underarter finns listade i Catalogue of Life.